# Iris Kruse
Iris Kruse (* 1970 in Rendsburg) ist eine deutsche Germanistin und Literaturdidaktikerin.

## Leben
Nach dem Studium der Germanistik, Chemie und Erziehungswissenschaften an der Universität Kiel (1989–1994) legte sie das Erste Staatsexamen für das Lehramt an Realschulen ab. Nach der Promotion 1998 zum Dr. sc. paed. mit einer Arbeit über Max Frisch, dem anschließenden Referendariat (1998–2000) am Studienseminar Hamburg sowie an der Theodor-Haubach-Schule Hamburg-Altona (Grund-, Haupt und Realschule) und der Tätigkeit als Lehrerin an der Schule Altonaer Straße in Hamburg war sie von 2010 bis 2014 Juniorprofessorin für „Erziehungswissenschaft unter besonderer Berücksichtigung der Didaktik der deutschen Sprache und Literatur mit dem Schwerpunkt Kinder- und Jugendliteratur/Literaturdidaktik“ an der Universität Hamburg. Seit 2014 ist sie Professorin für Didaktik der deutschen Literatur mit dem Schwerpunkt Grundschule an der Universität Paderborn.

## Forschung und Lehre
Kruse hat wichtige Beiträge zu kinderliterarischen Medien und zur Mediendidaktik, insbesondere zu den Möglichkeiten literarästhetischen medialen Lernens im Literaturunterricht der Grundschule sowie zur gesellschaftlichen Verantwortung des Literaturunterrichts in der Grundschule geleistet, u. a. Arbeiten zu inklusivem literarischen Lernen. Für den Literaturunterricht der Grundschule hat sie das Konzept der Intermedialen Lektüre entwickelt. In der literatur- und mediendidaktischen Unterrichtsforschung gilt ihr Interesse der modernen Kinder- und Jugendliteratur im Medienverbund. In einem weiteren Schwerpunkt befasst Kruse sich mit Bilderbüchern, insbesondere mit Bilderbüchern zum Thema „Holocaust“ im Literaturunterricht der Grundschule. Arbeiten in diesem Feld verstehen sich im Anschluss an die Initiative zu Holocaust-Education der Deutschen UNESCO-Kommission.
Iris Kruse ist Leiterin der Paderborner Kinderliteraturtage, die sie 2016 begründet hat. Sie ist Mitglied der AG „Inklusion – Forschung und Vernetzung“ (Leitung bis 2020) am Zentrum für Bildungsforschung und Lehrerbildung (PLAZ) der Universität Paderborn. 2022 wurde Iris Kruse zur Vorsitzenden der Kritikerjury zum Deutschen Jugendliteraturpreis (Berufung für die Preisjahre 2024 und 2025) berufen und zum Jurymitglied zu den Kranichsteiner Kinder- und Jugendliteratur-Stipendien 2023. Iris Kruse ist Mitherausgeberin der deutschdidaktischen Online-Fachzeitschrift Leseräume, der Reihe Kinder- und Jugendliteratur aktuell und der Fachbuchreihe Literacy im Elementar- und Primarbereich.

## Schriften (Auswahl)
- „Dass der Mensch allein nicht das Ganze ist!“ – Versuche menschlicher Zweisamkeit im Werk Max Frischs. Frankfurt am Main 1998, ISBN 3-631-33454-0.
- mit Andrea Sabisch (Hg.): Fragwürdiges Bilderbuch. Blickwechsel – Denkspiele – Bildungspotenziale. München 2013, ISBN 978-3-86736-289-4.
- Brauchen wir eine Medienverbunddidaktik? Zur Funktion kinderliterarischer Medienverbünde im Literaturunterricht der Primar- und frühen Sekundarstufe. In: Leseräume – Zeitschrift für Literalität in Schule und Forschung, 1. Ausgabe 2014, http://www.leseräume.de S. 1-30
- mit Julian Kanning (Hg.): „So viel Größenwahn muss sein!“ Kinderliteratur, Schule und Gesellschaft. Zum Bildungsauftrag des Literaturunterrichts in der Grundschule. München 2023: kopaed, ISBN 978-3-96848-101-2
- mit Uta Häsel-Weide und Uta Kammeyer (Hg.): Inklusion verstehen. Szenen aus dem Unterricht in interdisziplinärer Reflexion. Stuttgart: Kohlhammer 2023, ISBN 978-3-17-043024-2